# Kaple svatého Ducha (Moravský Lačnov)
Kaple svatého Ducha stála v Moravském Lačnově (dnes Lačnov, část obce Svitavy). Zbourána byla v roce 1971.
Kaple stávala na mírném návrší zhruba ve středu obce poblíž školy. Byla postavena v roce 1749 z darů a sbírek místních občanů. Zasvěcena byla Svatému Duchu a v tento svátek (druhá polovina května až počátek června) byla v Lačnově slavena místní pouť. Stavba byla provedena v barokním slohu o půdorysu asi 10 x 6 m, s věží s cibulovitou bání. V roce 1777 byly na náklady paní Viktorie Langové, manželky lačnovského rychtáře, namalovány obrazy křížové cesty. Během 19. století se kaple několikrát opravovala a třeba v roce 1824 byla ke kapli přistavěna malá sakristie. Tuto přístavbu platil Georg Schindler z domu č. 55.
Zajímavý je osud zvonů, které v kapli zvonily při všech významných událostech. V roce 1884 musel být zvon v Moravské Třebové nově odlit, protože původní zvon při opravě spadl a praskl. Váha zvonu byla 64 kg. 18. listopadu 1917 byl tento zvon, přes protesty občanů, zrekvírován pro válečné účely. Jako odškodné dostala obec 255,- rakouských korun. Ale již v roce 1920 byl ze sbírek pořízen zvon nový, který byl slavnostně vysvěcen 16. května 1920. Nový zvon stál 3350,- Kč a nesl jméno „Maria“. V návaznosti na slavnostní svěcení zvonu byla kaple opravena a do báně věže byly uloženy pamětní dokumenty. Obsah těchto listin nebyl ale nikde zaznamenán.
Svému účelu kaple sloužila do konce 40. let dvacátého století. V dalších letech se v kapli sloužily mše jen při výročí zasvěcení kaple a hlavních církevních svátcích a po roce 1960 se už kaple nevyužívala vůbec. Naposledy dala kaple o sobě vědět v srpnových dnech v roce 1968. Tehdy se na protest proti okupaci Československa vojsky Varšavské smlouvy rozezněly zvony v celé republice a k hlasu zvonů se přidal i zvon lačnovské kaple. To už byla z kaple v podstatě ruina, bez oken, s děravou střechou. V roce 1971 byla kaple odsvěcena a na příkaz okresních orgánů zbourána. Na místě zůstal stát jako němý svědek jen dřevěný kříž.